# Dominique Boutonnat
Pour les articles homonymes, voir Boutonnat.
Dominique Boutonnat est un producteur de cinéma français, né le 28 janvier 1970.
Il est président du Centre national du cinéma et de l'image animée de juillet 2019 jusqu'à sa démission en juin 2024, au moment où il est condamné pour agression sexuelle.

## Biographie

### Origines familiales
Son père, Pierre-Louis Boutonnat, est directeur général à la Croix-Rouge française, secrétaire général de la Société Normande de l'Azote et attaché à la Direction générale de l'office national industriel de l'azote et directeur du Groupe EMC tandis que sa mère Marielle Brunhes, fille de Julien Brunhes est présidente de l'association Europe-Passion. Elle a été également conseillère au ministère des Affaires sociales , et secrétaire générale du Conseil supérieur de l'information sexuelle, de la régulation des naissances et de l’éducation familiale.
Dominique Boutonnat est le frère du producteur, compositeur et réalisateur Laurent Boutonnat et de trois sœurs[réf. nécessaire] dont Stéphanie Boutonnat travaillant pour Radio France et depuis 2020 au sein de l'équipe de programmation de la matinale de l'émission Le Sept neuf.

### Formation et début de carrière
Dominique Boutonnat est diplômé de l'Institut d'études politiques de Paris, section « service public », en 1991 (où il est condisciple d’Édouard Philippe), et titulaire d'un DEA en économie appliquée. Il commence sa carrière au sein du groupe Axa en 1996, d’abord aux ressources humaines internationales, puis comme directeur des fonctions supports.

### Production cinématographique
À partir de 2005, Dominique Boutonnat rejoint les sociétés Heathcliff et Electrick Films et produit notamment : Jacquou le Croquant, réalisé par son frère Laurent ; Money, réalisé par Gela Babluani ; My Zoe, réalisé par Julie Delpy.
Se consacrant à partir de 2009 au financement de la création cinématographique et audiovisuelle, Dominique Boutonnat étend le dispositif ISF-PME (réduction d’impôt proportionnelle aux sommes investies dans le financement de PME) au financement du cinéma.
Il est fondateur d'une Société pour le financement de l'industrie cinématographique et audiovisuelle (une Sofica), Ciné Axe, qui a obtenu l'agrément du ministère de la Culture en octobre 2018, portant à onze le nombre de Sofica agréées.

### Missions ministérielles
En 2018 et en 2019, Franck Riester, ministre de la Culture et Bruno Le Maire, ministre de l’Économie et des Finances lui confient deux missions successives, la première portant sur le financement privé de la production et de la distribution cinématographique et audiovisuelle, la seconde sur le futur cadre juridique applicable aux éditeurs de services de médias audiovisuels.

### Nomination au Centre national du cinéma
Le 25 juillet 2019, Dominique Boutonnat est nommé président du Centre national du cinéma et de l'image animée (CNC). Dans un premier temps, Olivier Henrard, directeur général délégué avait assuré l'intérim après la fin de mandat de Frédérique Bredin. Dominique Boutonnat est le premier représentant de sa profession à prendre la tête du CNC : jusqu’ici, le poste avait été occupé par des hauts fonctionnaires, dont certains sont devenus producteurs.
Dans un entretien au Figaro, il indique avoir cédé ses parts de société et avoir démissionné de tous ses mandats pour éviter tout conflit d'intérêts. Son projet stratégique consisterait à préserver le modèle de l'exception culturelle française tout en faisant évoluer les modalités de financement pour faire face aux nouveaux entrants tel que Netflix.
L'annonce d'une éventuelle nomination à la tête du CNC avait suscité des réticences de la part de certains professionnels de la culture, qui le trouvent inexpérimenté et dénoncent un renvoi d’ascenseur d'Emmanuel Macron. Le 12 juillet 2019, dans une tribune publiée dans Le Film français puis dans Libération, des cinéastes dénonçaient ce qui s'apparentait, selon eux à « une logique fondée sur la rentabilité »,. La pétition souligne également le soutien financier de Dominique Boutonnat lors de campagne présidentielle d'Emmanuel Macron. En réponse, Dominique Boutonnat dans une interview au Figaro affirme avoir été un donateur à la campagne électorale d’Emmanuel Macron en 2017 à la hauteur de 7 500 euros et n'est pas membre de La République en marche.
En octobre 2020, Dominique Boutonnat annonce le lancement d'une formation afin de prévenir les violences sexuelles à destination des employeurs du cinéma et de l’audiovisuel, formation désormais obligatoire pour obtenir le versement des aides sélectives et automatiques du CNC,.

### Conseil d'administration de France Télévisions
Il est nommé comme représentant de l'État au conseil d’administration de France Télévisions.

## Condamnation pour agression sexuelle
Pour un article plus général, voir Violences sexuelles et sexistes dans le cinéma français.
Dominique Boutonnat est placé en garde à vue le 10 février 2021 puis mis en examen le 11 février 2021, à la suite d'accusations d'agression sexuelle et de tentative de viol formulées par son filleul de 22 ans ; ce dernier a déposé plainte le 7 octobre 2020 pour des faits remontant à août 2020. Dominique Boutonnat réfute ces accusations,. Une enquête est confiée à la police judiciaire de Nanterre. Des organisations professionnelles du cinéma cherchent à obtenir sa « mise en retrait »,.  Le 25 avril 2022, le parquet requiert son renvoi en correctionnelle. Malgré un bilan contesté par certains cinéastes et les poursuites pour agression sexuelle sur son filleul, il est reconduit à la tête du CNC. Lors d’un entretien au Parisien en juin 2022, la ministre de la Culture, Rima Abdul Malak, avait milité pour sa reconduction malgré sa mise en examen, déclarant : « Il est mis en examen, pas condamné. La présomption d’innocence prévaut »,. En septembre 2022, il est renvoyé devant un tribunal correctionnel  pour agression sexuelle, la qualification de « tentative de viol » n’ayant pas été retenue,. 
Le 29 février 2024, lors de son audition au Sénat par la Délégation aux droits des femmes et à l’égalité des chances entre les hommes et les femmes, l'actrice Judith Godrèche demande le retrait du CNC de Dominique Boutonnat, dont le procès doit avoir lieu prochainement. Elle dénonce le paradoxe d'une institution délivrant une formation sur les violences sexuelles à destination des professionnels du cinéma, mais dont le dirigeant est lui-même mis en examen pour agression sexuelle. À la suite de cette prise de parole, les présidents de la Commission de la culture et de la Délégation aux droits des femmes adressent par courrier la même demande à la ministre de la Culture Rachida Dati.
En mars 2024, le parquet indique que la date envisagée pour le procès est le 14 juin 2024. Des témoignages recueillis dans une enquête du journal Libération font état, dans l'industrie française du cinéma, d'une perte de respectabilité du CNC avec le maintien provisoire de Boutonnat à son poste.
Le 13 mai 2024, une manifestation rassemblant une centaine de personnalités du cinéma dont Judith Godrèche a lieu devant les bureaux du CNC pour réclamer son départ.
Le 28 juin 2024, il est condamné en première instance par le tribunal correctionnel de Nanterre à trois ans d'emprisonnement, dont deux avec sursis, pour agression sexuelle. À la suite de cette condamnation, il quitte la présidence du CNC, et annonce faire appel.

## Œuvres en production
Entre 2007 et 2019, il participe en tant que producteur (associé, délégué ou exécutif) à la création ou au financement de 250 œuvres cinématographiques et audiovisuelles, parmi lesquelles :
- 2010 : L'Arnacœur de Pascal Chaumeil ;
- 2010 : Cleveland contre Wall Street de Jean-Stéphane Bron ;
- 2011 : Intouchables de Olivier Nakache et Éric Toledano ;
- 2011 : Et maintenant, on va où ? de Nadine Labaki ;
- 2011 : Polisse de Maïwenn ;
- 2012 : Traviata et nous de Philippe Béziat ;
- 2013 : Un beau dimanche de Nicole Garcia ;
- 2013 : Foxfire de Laurent Cantet ;
- 2013 : Le Passé d’Asghar Farhadi ;
- 2013 : Les Chevaux de Dieu de Nabil Ayouch ;
- 2013 : Le Droit au baiser de Camille Ponsin[42] ;
- 2014 : Les Combattants de Thomas Cailley ;
- 2014 : Jacky au royaume des filles de Riad Sattouf ;
- 2015 : La Belle Saison de Catherine Corsini ;
- 2016 : Les Malheurs de Sophie de Christophe Honoré ;
- 2016 : Réparer les vivants de Katell Quillévéré ;
- 2017 : Le Jeune Karl Marx de Raoul Peck ;
- 2018 : En liberté ! de Pierre Salvadori ;
- 2019 : Le Chant du loup d’Antonin Baudry.

## Distinctions
- Commandeur de l'ordre des Arts et des Lettres de plein droit en tant que président du Centre national du cinéma et de l'image animée et donc membre du conseil de l'ordre des Arts et des Lettres. (DÉCRET N°57-549 DU 2 MAI 1957)